# Bastigalmigte (Koppa ), Bhatkal
Bastigalmigte (Koppa) là một làng thuộc tehsil Bhatkal, huyện Uttara Kannada, bang Karnataka, Ấn Độ.